# JR貨物30D形コンテナ
JR貨物30D形コンテナ（JRかもつ30Dがたコンテナ）は、日本貨物鉄道（JR貨物）が製造した20 ft有蓋コンテナである。

## 構造
両側側扉・片側妻扉の三方開きであり、内容積30 m3、最大積載量は8.8 t。
外板に耐候性鋼板を使用している。外観は30C形コンテナに準じたJRFレッドと称されるフロンティアレッド一色塗りで、表記類も30C形に準じたものとされた。また、『環境に優しい鉄道コンテナ』のステッカーが貼られている。
200番以降は、塗装が大きく変更されている。赤紫色を基調としている点は従来と変わらないが、JRFマークと白線が廃止され、側面右上にJRマーク、その下に「JR貨物」の文字が入れられている。また、妻面右上にも「JR貨物」の文字がある。

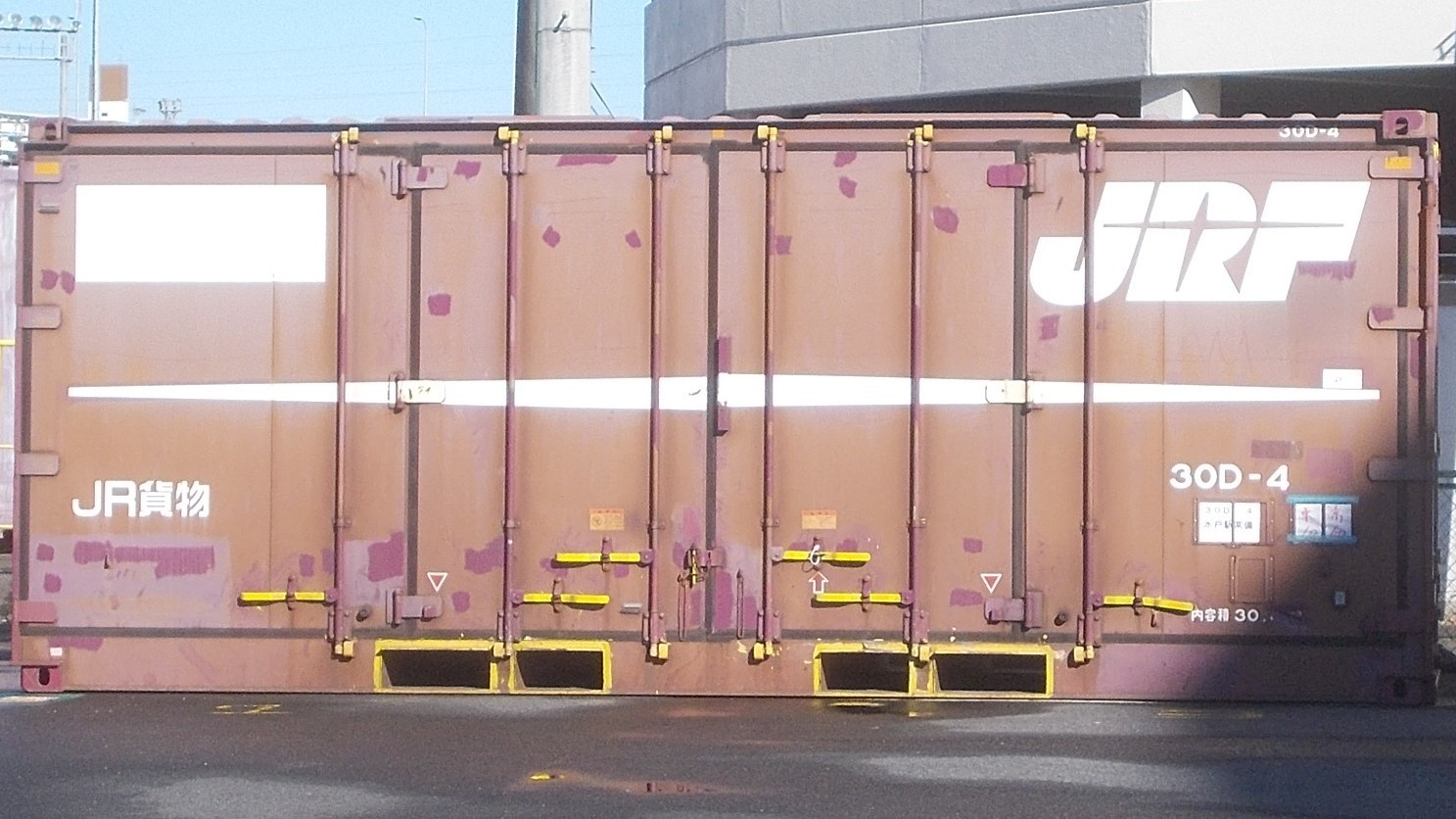
2005年度増備コンテナ 30D-4。 （茨城県／土浦貨物駅にて、2022年12月18日撮影）
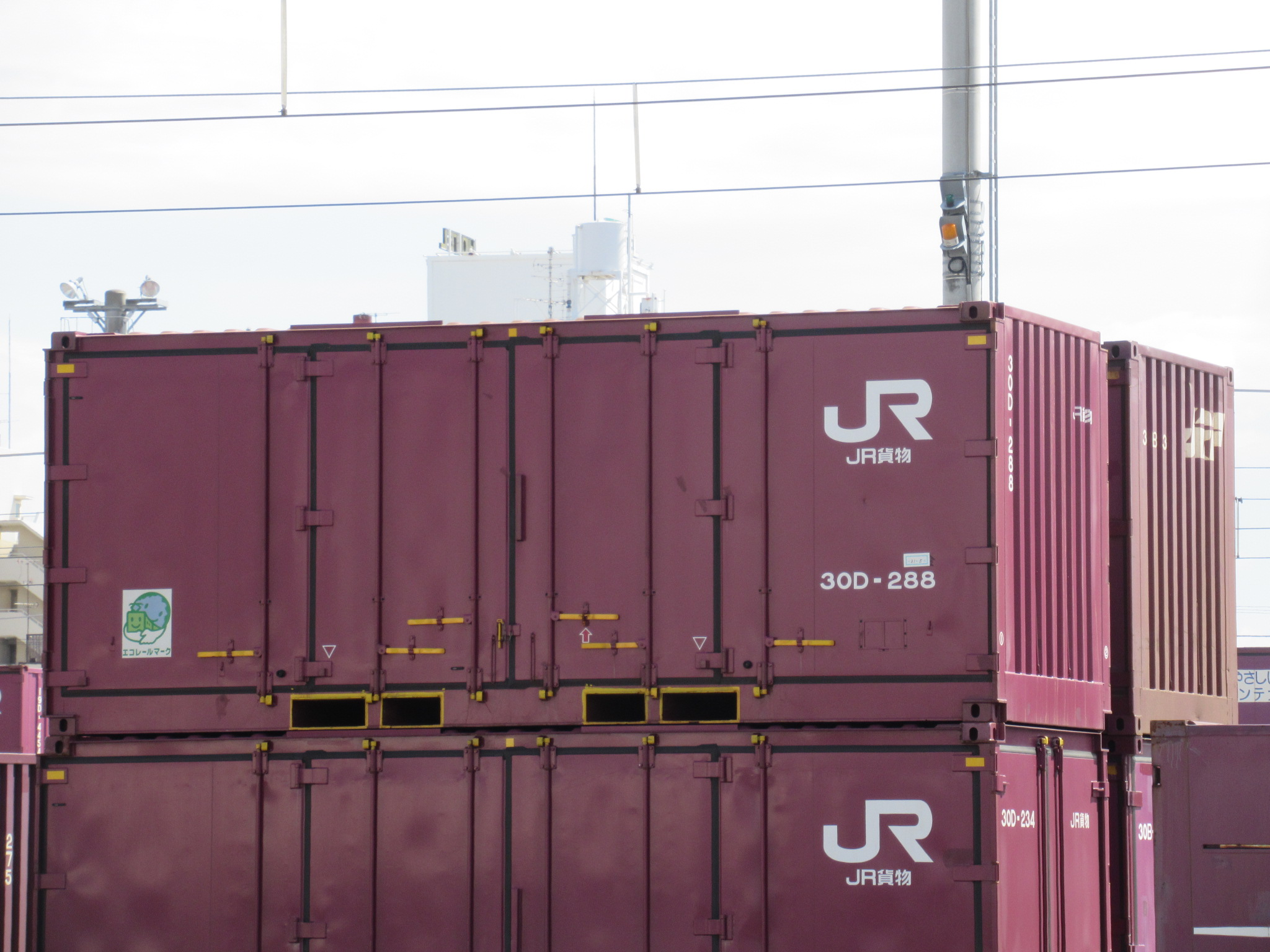
JRFマーク廃止後のデザイン30D-288

## 現状
2022年（令和4年）現在、249個が使用されている。